# Klara
Klara je žensko osebno ime.

## Izvor imena
Klara izhaja iz latinskega imena Clara, ki ga razlagajo iz latinskega pridevnika clara v pomenih »glasna, jasna, zvonka, svetla, čista, bistra, slavna«.

## Različice imena
Bistra, Clara, Jasna, Klarica, Klarika, Klarisa, Klaruša

## Pogostost imena
Po podatkih Statističnega urada Republike Slovenije je bilo na dan 31. decembra 2007 v Sloveniji število ženskih oseb z imenom Klara: 2.751. Med vsemi ženskimi imeni pa je ime Klara po pogostosti uporabe uvrščeno na 97. mesto.

## Osebni praznik
V koledarju je ime Klara zapisano 11. avgusta (Klara, devica, † 11. avg. 1253).